# LEN Euro League Women 2015-2016
La LEN Euro League Women 2015-2016 è stata la XXIX edizione del massimo trofeo europeo di pallanuoto riservato a squadre di club femminili.
Le gare sono iniziate il 4 febbraio 2016 con il turno di qualificazione e si concluderanno con la Final Four tra il 22 e 23 aprile 2016. Si tratta della terza edizione della nuova formula.
Il Sabadell, padrone di casa della Final Four, ha conquistato il trofeo per la quarta volta, superando in finale le ungheresi dell'UVSE. La finale per il terzo posto ha visto prevalere le russe del Kinef Kiriši sulle greche e campionesse uscenti, dell'Olympiakos.

## Turno preliminare
La composizione dei gironi è stata annunciata dalla LEN nel mese di novembre 2015. Le prime due classificate di ciascun girone accedono ai quarti di finale.

### Gironi
| Gruppo A          |
| sede: Barcellona  |
| Sant Andreu       |
| Uraločka Zlatoust |
| Kinef Kiriši      |
| Bayer Uerdingen   |

| Gruppo B          |
| sede: Budapest    |
| Újpest            |
| Szentes           |
| Stella Rossa      |
| Spartak Volgograd |

| Gruppo C                |
| sede: Porto             |
| Clube Fluvial Portuense |
| Olympiakos              |
| Vouliagmeni             |
| London Otter            |
| Plebiscito Padova       |

| Gruppo D    |
| sede: Lilla |
| Lilla       |
| Sabadell    |
| Mataró      |
| Messina     |

### Gruppo A
|    | Turno preliminare 2015-2016 | Pti | G | V | N | P | GF | GS | DR  |
| -- | --------------------------- | --- | - | - | - | - | -- | -- | --- |
| 1. | Kinef Kiriši                | 9   | 3 | 3 | 0 | 0 | 60 | 26 | +34 |
| 2. | Uraločka Zlatoust           | 6   | 3 | 2 | 0 | 1 | 45 | 42 | +3  |
| 3. | Sant Andreu                 | 3   | 3 | 1 | 0 | 2 | 44 | 46 | -2  |
| 4. | Bayer Uerdingen             | 0   | 3 | 0 | 0 | 3 | 35 | 70 | -35 |

| 5-2-16 | Kinef       | 14-5  | Uraločka  |
| 5-2-16 | Sant Andreu | 20-10 | Uerdingen |

| 6-2-16 | Kinef       | 30-11 | Uerdingen |
| 6-2-16 | Sant Andreu | 14-20 | Uraločka  |

| 7-2-16 | Uraločka    | 20-14 | Uerdingen |
| 7-2-16 | Sant Andreu | 10-16 | Kinef     |

### Gruppo B
|    | Turno preliminare 2015-2016 | Pti | G | V | N | P | GF | GS | DR  |
| -- | --------------------------- | --- | - | - | - | - | -- | -- | --- |
| 1. | Újpest                      | 9   | 3 | 3 | 0 | 0 | 46 | 21 | +25 |
| 2. | Szentes                     | 4   | 3 | 1 | 1 | 1 | 40 | 28 | +12 |
| 3. | Spartak Volgograd           | 4   | 3 | 1 | 1 | 1 | 39 | 30 | +9  |
| 4. | Stella Rossa                | 0   | 3 | 0 | 0 | 3 | 16 | 62 | -46 |

| 5-2-16 | Újpest  | 22-6  | Stella Rossa |
| 5-2-16 | Spartak | 12-12 | Szentes      |

| 6-2-16 | Újpest  | 14-6 | Spartak      |
| 6-2-16 | Szentes | 19-6 | Stella Rossa |

| 7-2-16 | Stella Rossa | 4-21 | Spartak |
| 7-2-16 | Újpest       | 10-9 | Szentes |

### Gruppo C
|    | Turno preliminare 2015-2016 | Pti | G | V | N | P | GF | GS | DR  |
| -- | --------------------------- | --- | - | - | - | - | -- | -- | --- |
| 1. | Olympiakos                  | 10  | 4 | 3 | 1 | 0 | 69 | 25 | +44 |
| 2. | Vouliagmeni                 | 9   | 4 | 3 | 0 | 1 | 58 | 21 | +37 |
| 3. | Plebiscito Padova           | 7   | 4 | 2 | 1 | 1 | 47 | 20 | +27 |
| 4. | Clube Fluvial Portuense     | 3   | 4 | 1 | 0 | 3 | 19 | 81 | -62 |
| 5. | London Otter                | 0   | 4 | 0 | 0 | 4 | 17 | 73 | -56 |

| 4-2-16 | Olympiakos | 27-5 | Otter  |
| 4-2-16 | Fluvial    | 2-18 | Padova |

| 6-2-16 | Padova  | 5-6  | Vouliagmeni |
| 6-2-16 | Fluvial | 3-20 | Olympiakos  |

| 5-2-16 | Padova      | 9-9  | Olympiakos |
| 5-2-16 | Vouliagmeni | 19-1 | Otter      |

| 7-2-16 | Otter   | 3-15 | Padova      |
| 7-2-16 | Fluvial | 2-25 | Vouliagmeni |

| 5-2-16 | Olympiakos | 13-8 | Vouliagmeni |
| 5-2-16 | Fluvial    | 12-8 | Otter       |

### Gruppo D
|    | Turno preliminare 2015-2016 | Pti | G | V | N | P | GF | GS | DR  |
| -- | --------------------------- | --- | - | - | - | - | -- | -- | --- |
| 1. | Sabadell                    | 9   | 3 | 3 | 0 | 0 | 42 | 16 | +26 |
| 2. | Mataró                      | 6   | 3 | 2 | 0 | 1 | 28 | 28 | 0   |
| 3. | Despar Messina              | 3   | 3 | 1 | 0 | 2 | 20 | 29 | -9  |
| 4. | Lilla                       | 0   | 3 | 0 | 0 | 3 | 19 | 36 | -17 |

| 5-2-16 | Sabadell | 15-6 | Matarò  |
| 5-2-16 | Lilla    | 7-9  | Messina |

| 6-2-16 | Messina | 5-12 | Sabadell |
| 6-2-16 | Lilla   | 7-12 | Matarò   |

| 7-2-16 | Messina | 6-10 | Matarò   |
| 7-2-16 | Lilla   | 5-15 | Sabadell |

## Quarti di finale
Le otto squadre qualificate dal primo turno si affrontano in quattro sfide ad eliminazione diretta ad andata e ritorno. Le gare di andata si disputano il 17 febbraio 2016, quelle di ritorno il 27 febbraio 2016
| Squadra 1   | Totale | Squadra 2         | Andata | Ritorno |
| ----------- | ------ | ----------------- | ------ | ------- |
| Olympiakos  | 23–15  | Uraločka Zlatoust | 13–10  | 10–5    |
| Sabadell    | 26–21  | Szentes           | 15–10  | 11–11   |
| Vouliagmeni | 18–23  | Kinef Kiriši      | 9–10   | 9–13    |
| Mataró      | 11–16  | Újpest            | 7–7    | 4–9     |

## Final Four
La Final Four si è disputata a Sabadell, in Spagna il 23 e 24 aprile 2015.

### Semifinali
| Arbitri: | Colombo Wengeroth |

|                                                               |           |                                                               |
| A. Espar: 3 Garcia, C. Espar, Domenech, Forca: 2 O'Donnell: 1 | Marcatori | 5: Glyzina 2: Krimer 1: Zubkova, Prokof'eva, Ivanova, Ryžkova |

| Arbitri: | Stampalija Mauss |

|                                                                 |           |                                                                    |
| Keszthelyi: 3 Antal, Kisteleki, Toth: 2 Kuna, Csabai, Takacs: 1 | Marcatori | 3: Eleftheriadou, Avramidou 2: Eggens 1: Asimaki, Emmolo, Bianconi |

### Finale 3º posto
| Arbitri: | Mauss Wengeroth |

|                                                          |           |                                   |
| Eggens: 3 Eleftheriadou, Avramidou: 2 Asimaki, Emmolo: 1 | Marcatori | 6: Glyzina 2: Simanovič, Soboleva |

### Finale
| Arbitri: | Stampalija Colombo |

|                                                    |           |                                                         |
| Szucks: 3 Kisteleki: 2 Keszthelyi, Toth, Csabai: 1 | Marcatori | 3: Espar 2: Garcia, Domenech, Forca 1: Pareja, Cordobes |